# Santa Dreimane
Santa Dreimane (ur. 27 lipca 1985 w Kiesiu) – łotewska koszykarka, występująca na pozycjach rozgrywającej lub rzucającej, reprezentantka kraju.

## Osiągnięcia
Na podstawie, o ile nie zaznaczono inaczej.

### Drużynowe
- Mistrzyni Łotwy (2008–2010, 2012)[3][4][5][6]
- Wicemistrzyni:
  - Lidze Bałtyckiej (2009)
  - Litwy (2012)
  - Łotwy (2007)
- Uczestniczka międzynarodowych rozgrywek:
  - Euroligi (2007/2008, 2009/2010)
  - Eurocup (2008/2009)

### Indywidualne
(* – nagrody przyznane przez portal eurobasket.com)
- Zaliczona do składu honorable mention ligi łotewskiej (2016)*[7]

### Reprezentacja
Seniorska
- Uczestniczka:
  - mistrzostw Europy (2007 – 4. miejsce)
  - kwalifikacji do Eurobasketu (2007, 2011, 2013)

Młodzieżowe
- Brązowa medalistka mistrzostw Europy U–20 (2005)
- Uczestniczka:
  - mistrzostw Europy:
    - U–20 (2005)
    - U–16 (2001 – 5. miejsce)

  - kwalifikacji do mistrzostw Europy:
    - U–20 (2004)
    - U–16 (2001)